# Птица (фильм, 2024)
«Птица» (англ. Bird) — художественный фильм британского режиссёра Андреа Арнольд с Барри Кеоганом и Францем Роговским в главных ролях. Его премьера состоялась в мае 2024 года на Каннском кинофестивале.

## Сюжет
Главная героиня фильма — девушка по имени Бэйли, которая живёт с отцом и страдает от одиночества и безделья. Она случайно встречается с молодым человеком, называющим себя «Птицей», и между ними возникают странные отношения.

## В ролях
- Барри Кеоган
- Франц Роговский

## Релиз и восприятие
Съёмки картины начались в июне 2023 года и проходили в Англии. Премьера состоялась в мае 2024 года на Каннском кинофестивале.
Критики заранее отнесли «Птицу» к главным фестивальным премьерам года. После показа в Каннах Егор Москвитин охарактеризовал фильм как "«„Мэри Поппинс“ для детей из трущоб — волшебную и брутальную одновременно». Тамара Ходова высоко оценила актёрские работы Роговского и Кеогана, а режиссуру оценила словами «очень хаотично и неразборчиво, много самоповторов, но обаятельно». Станислав Зельвенский с «Кинопоиска» увидел в «Птице» «соцреализм с элементами реализма магического». Для него это «история про взросление одинокой девочки», которую немного портит «прямолинейная сентиментальность»